# Ana Došen-Dobud
Ana Došen-Dobud (1920.) hrvatska je znanstvenica i spisateljica. 
Bila je dekanica na Pedagoškom fakultetu, na Odsjeku predškolskog odgoja u Puli. Rodom je iz Krnjeuše, iz koje je prognana 10. kolovoza 1941., kad su četnici pobili hrvatsko stanovništvo.

## Djela
- Krnjeuša u srcu i sjećanju, Matica hrvatska, ogranak Rijeka, Rijeka, 1994., ISBN 953-6035-01-4
- To je bilo onda, Vlastita naklada, Zagreb, 2007., ISBN 953-95354-0-9
- Lari i Penati Bribićeva doma, 2009.
- Godina odlazaka i povrataka, Hum naklada, Zagreb, 2012., ISBN 9789536954650

Prevela je knjige Ive Bralića na francuski.
Sudionica je 4. Hrvatskog žrtvoslovnog kongresa, kojem je tema bila "O žrtvama u ratu i u miru ".